# Stora Harundsjön
Stora Harundsjön är en sjö i Älvdalens kommun i Dalarna och ingår i Dalälvens huvudavrinningsområde. Sjön har en area på 1,99 kvadratkilometer och ligger 731,3 meter över havet. Sjön avvattnas av vattendraget Harundan. Vid provfiske har bland annat abborre, elritsa, gädda och sik fångats i sjön.

## Delavrinningsområde
Stora Harundsjön ingår i det delavrinningsområde (688215-134581) som SMHI kallar för Utloppet av Stora Harundsjön. Medelhöjden är 756 meter över havet och ytan är 8,99 kvadratkilometer. Räknas de 7 avrinningsområdena uppströms in blir den ackumulerade arean 40,65 kvadratkilometer. Harundan som avvattnar avrinningsområdet har biflödesordning 4, vilket innebär att vattnet flödar genom totalt 4 vattendrag innan det når havet efter 498 kilometer. Avrinningsområdet består mestadels av skog (65 procent). Avrinningsområdet har 2 kvadratkilometer vattenytor vilket ger det en sjöprocent på 22,2 procent.

## Fisk
Vid provfiske har följande fisk fångats i sjön:
- Abborre
- Elritsa
- Gädda
- Sik
- Öring